# Linda Nochlinová
Linda Natalie Nochlinová, rozená Weinbergová (30. ledna 1931 New York – 29. října 2017 New York), byla americká historička umění a feministka.
Vyrostla ve vzdělané a zámožné sekulární židovské rodině v Brooklynu. Získala titul Bachelor of Arts na Vassar College, Master of Arts na Kolumbijské univerzitě a v roce 1963 Ph.D. a Newyorské univerzitě. Jejím prvním manželem byl filozof Philip Nochlin, po jeho smrti se provdala za historika architektury Richarda Pommera. Stala se matkou dvou dcer.
Ve své odborné činnosti se zaměřila se na realistické malířství, zejména na dílo Gustave Courbeta a Jeana-Léona Gérôma. Zkoumala rovněž zobrazování žen v tehdejším malířství, především u prerafaelitů. Metodologicky vycházela z teorií Romana Jakobsona. Ovlivnila ji také práce Edwarda Saida o orientalismu a věnovala se souvislostem mezi kolonialismem a oblibou exotických námětů v evropském umění devatenáctého století. V letech 1980 až 2013 přednášela na Výtvarném institutu Newyorské univerzity, působila také na Yaleově univerzitě a na Vassaru. Získala Guggenheimovo stipendium a byla členkou poradního sboru Mezinárodní nadace pro výzkum umění.
V roce 1971 otiskla v newyorském časopise ARTnews provokativní esej Why Have There Been No Great Women Artists? Slabé zastoupení umělkyň v dějinách výtvarného umění v ní vysvětlovala společenskými překážkami pro seberealizaci žen i tím, že oficiální diskurz v tomto oboru formovali muži, kteří vycházeli pouze ze svého úhlu pohledu. Usilovala proto o dodatečné uznání malířek jako byly Sofonisba Anguissola, Maria Rosalia Bonheur, Vanessa Bell, Hilma af Klint a Hannah Höchová. Uspořádala přelomové výstavy Women Artists: 1550-1950 v roce 1976 v Losangeleském muzeu umění (spolu s Ann Sutherland Harrisovou) a Global Feminisms v roce 2007 v Brooklynském muzeu (spolu s Maurou Reillyovou).
Časopis Mademoiselle ji v roce 1977 vyhlásil Ženou roku. Byla přijata do Americké akademie umění a věd a do Americké filozofické společnosti a Harvardova univerzita jí udělila čestný doktorát.